# Jessi Combs
Jessi Combs, właśc. Jessica M. Combs (ur. 27 lipca 1980, zm. 27 sierpnia 2019) – amerykańska osobowość telewizyjna, kierowca wyścigowy i metalurg.
W 2013 r. ustanowiła kobiecy rekord prędkości czterokołowcem na lądzie. Drugi raz pobiła go trzy lata później. Zginęła podczas kolejnej próby. Określano ją mianem najszybszej kobiety na czterech kółkach.
Pojawiła się w takich programach jak: Pogromcy mitów, Xtreme 4x4 czy Overhaulin'.

## Życiorys

### Wczesne lata
Jessica urodziła się 27 lipca 1980 r. w Rockerville, w Dakocie Północnej jako córka Jamiego Combsa i  Niny Darrington. Miała troje biologicznego rodzeństwa – Kelly’ego Combsa, Austina Darringtona i Danielle Theis – oraz dwójkę przyrodniego: Rebekę i Arielę Hall. Jej prababcią była pianistka jazzowa Nina DeBow, która co ciekawe ścigała się na Stanley Steamerach. Gdy miała 2 lata Jessi przeprowadziła się z rodzicami do Piemontu.

### Edukacja
W 1998 r. ukończyła Stevens High School a w 2004 – Instytut Technologiczny Wyoming (WyoTech) gdzie uczęszczała na lekcje usterki i naprawy jądra, produkcji streed rodów, produkcji na zamówienie i wysokowydajnych układów napędowych. Zaraz po studiach uczelnia zatrudniła ją by wspólnie z innym uczniem zbudowali samochód od podstaw i wzięli z nim udział w pokazie SEMA (z ang. Specialty Equipment Marketing Association) – corocznej wystawie pojazdów tuningowanych.

### Kariera

#### kierowca wyścigowy
Jako zawodowy kierowca Jessi wzięła udział w wielu wyścigach i odniosła wiele sukcesów.
źródła:
| rok  | wyścig                                 | miejsce | klasa                      |
| ---- | -------------------------------------- | ------- | -------------------------- |
| 2011 | SCORE Baja 1000                        | 2.      | 10.                        |
| 2014 | Ultra 4 King of the Hammers            | 1.      | zawodowa (Spec)            |
| 2014 | Ultra 4 National Championship          | 1.      | zawodowa (jw.)             |
| 2014 | Ultra 4 Western Region Series          | 1.      | zawodowa (jw.)             |
| 2014 | Ultra 4 American Rock Sports Challenge | 3.      | zawodowa (jw.)             |
| 2014 | Ultra 4 Glen Helen Grand Prix          | 2.      | zawodowa (jw.)             |
| 2014 | Ultra 4 Stampede                       | 1.      | legenda (Legends)          |
| 2015 | SCORE Baja 1000                        | 2.      | 7.                         |
| 2015 | Rallye Aicha des Gazelles              | 1.      | 10.                        |
| 2016 | Ultra 4 King of the Hammers            | 1.      | EMC Modified               |
| 2017 | Ultra 4 King of the Hammers            | 12.     | Bez ograniczeń (Unlimited) |

W 2014 została Mistrzem Stanów w klasie zawodowej na wyścigu Ultra 4 z zespołem Falken Tire, sponsorowanym przez producenta opon. W 2016 zajęła pierwsze miejsce w wyścigu King of the Hammers (dosł. Król Młotów)  z Savvy Off Road (savvy – z ang. sprytny) w klasie EMC Modified oraz 12. miejsce rok później, w klasie Unlimited (dosł. Bez ograniczeń), startując tym samym samochodem Stock Mod.

##### rekordy Guinnessa

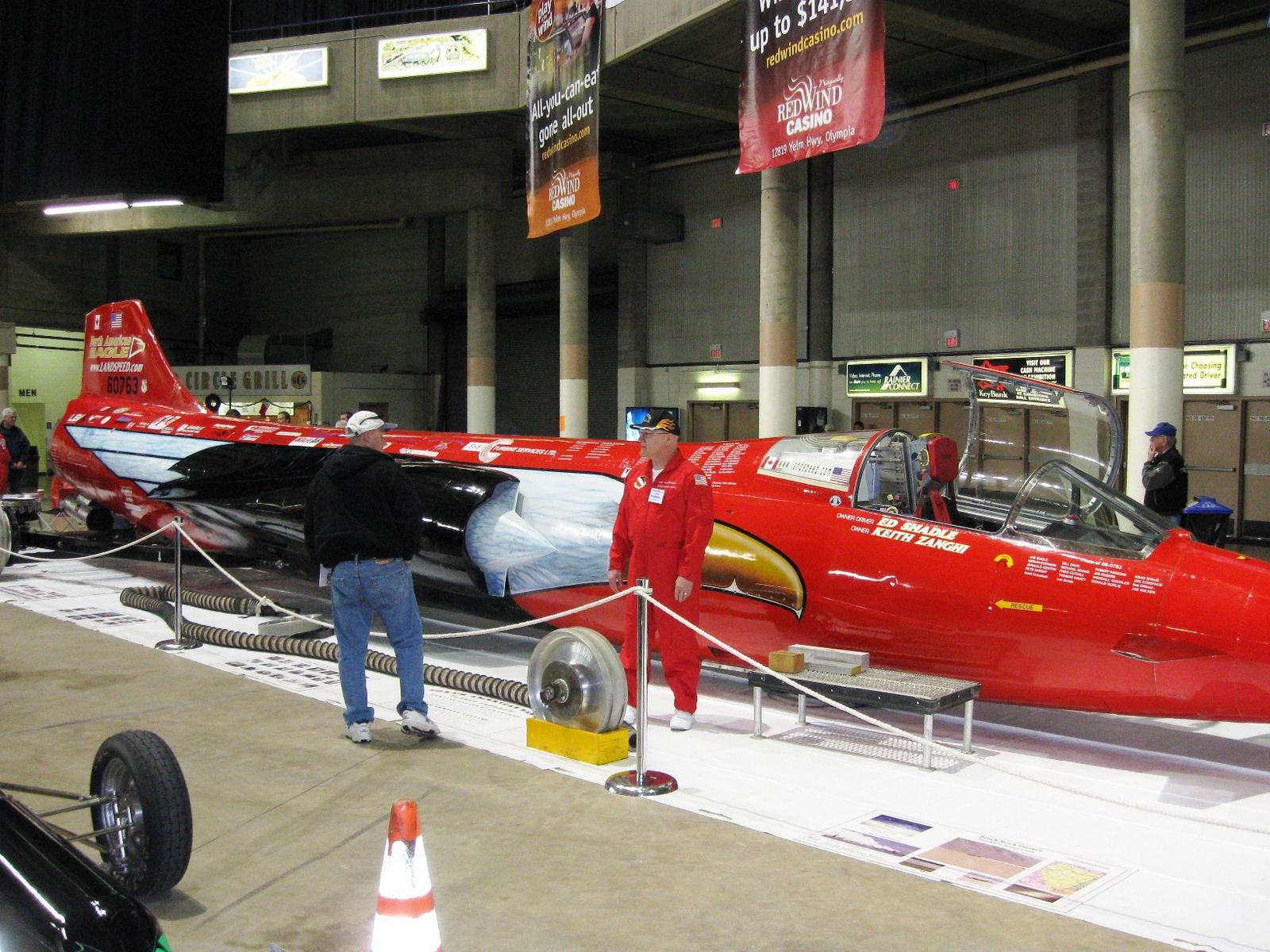
North American Eagle

9 października 2013 r. Combs jadąc na pustyni Alvord napędzanym silnikiem odrzutowym samochodem wyścigowym North American Eagle (skr. NaE, dosł. Północnoamerykański Orzeł) Supersonic Speed Challenger uzyskała średnią prędkość ok. 632 km/h (398.954 w milach) i maksymalną ok. 709 km/h (440.709 mph). Tym samym pobiła, jako pierwsza od 38 lat,  kobiecy rekord prędkości czterokołowcem na lądzie. Jej poprzedniczką była Lee Breedlove w pojeździe Spirit of America (dosł. Duch Ameryki)  – Sonic 1 w 1965 r., aż 48 lat wcześniej. 7 września 2016 ustanowiła nową prędkość ok. 768,61 km/h (477,59 w milach) prowadząc Other American Eagle (dosł. Inny Amerykański Orzeł). Po śmiertelnym przejeździe w 2019 r. została najszybszą kobietą na świecie w ogóle, pobijając wynik Kitty O’Neil osiągnięty na trójkołowcu (patrz: akapit Śmierć).

#### osobowość telewizyjna
Przez cztery lata, czyli ponad 90 odcinków, wspólnie z Ianem Johnsonem prowadziła program telewizji Spike (teraz Parmount Network) pt. Xtreme 4x4, będącego blokiem produkcji PowerNation (wtedy PowerBlock). Po groźnym wypadku na planie zdjęciowym Combs ogłosiła w lutym 2008 roku, że odchodzi z programu. Spadła na nią wtedy 250–kilogramowa piła taśmowa.
W 2009 r. pojawiła się w dwunastu odcinkach siódmego sezonu Pogromców mitów, zastępując przebywającą na urlopie macierzyńskim Kari Byron. W tym roku wystąpiła też gościnnie w Overhaulin' (dosł. Gruntowny przegląd; patrz: rok 2012).
Począwszy od 2011 roku prowadziła wspólnie z Patrickiem McIntyre’em internetową serię The List: 1001 Car Things To Do Before You Die (dosł. Lista 1001 rzeczy do zrobienia samochodem przed śmiercią).
W latach 2011–14 była jednym z gospodarzy produkowanego przez Velocity (obecnie jako Motor Trend) All Girls Garage (dosł. Garaż wszystkich dziewczyn), w którym kobiety naprawiają i modyfikują zarówno nowe, jak i klasyczne samochody.
W 2012 została, wspólnie z Chrisem Jacobsem, gospodarzem szóstego sezonu reaktywowanego motoryzacyjnego programu Overhaulin' (dosł. Gruntowny przegląd) emitowanego na amerykańskich kanałach Velocity i Discovery.
W 2016 r. była jednym ze zmieniających się cyklicznie komentatorów w produkowanym dla Discovery Science Zwykłe rzeczy – niezwykle wynalazki (org. How To Build... Everything).
W 2018 pojawiła się w panel show kanału Discovery pt.: Break Room (Pokój socjalny). Również w tym roku była gościem programu Jay Leno's Garage (dosł. Garaż Jay Lenoa) i przejechała się Bugatti Chironem gospodarza.

### Śmierć
Zginęła 27 sierpnia 2019 r. podczas kolejnej próby pobicia rekordu szybkości na pustyni Alvord w Oregonie. Wypadek był spowodowany uszkodzeniem przedniego koła powstałym przy uderzeniu w obiekt na podłożu. To doprowadziło do oderwania się podzespołów koła i utraty panowania nad pojazdem przy prędkości 841,338 km/h (522,783 mph). Jako oficjalną przyczynę śmierci podano silne uderzenie w głowę, które nastąpiło przed dużym pożarem wraku.
Swoimi dwoma przejazdami w obie strony suchego jeziora pobiła dotychczasowy ogólny kobiecy rekord Guinnesa prędkości na lądzie ustanowiony przez Kitty O’Neil w 1976 r. pojazdem trójkołowym, wynoszący 825,13 km/h. Jej osiągnięcie oficjalnie uznano pośmiertnie w czerwcu 2020 r.